# 克雷斯城堡
克雷斯城堡（英語：Crathes Castle）是位於英國蘇格蘭阿伯丁郡的一座城堡。現在克雷斯城堡由蘇格蘭國民信託所有，對一般公眾開放。

## 外部連結

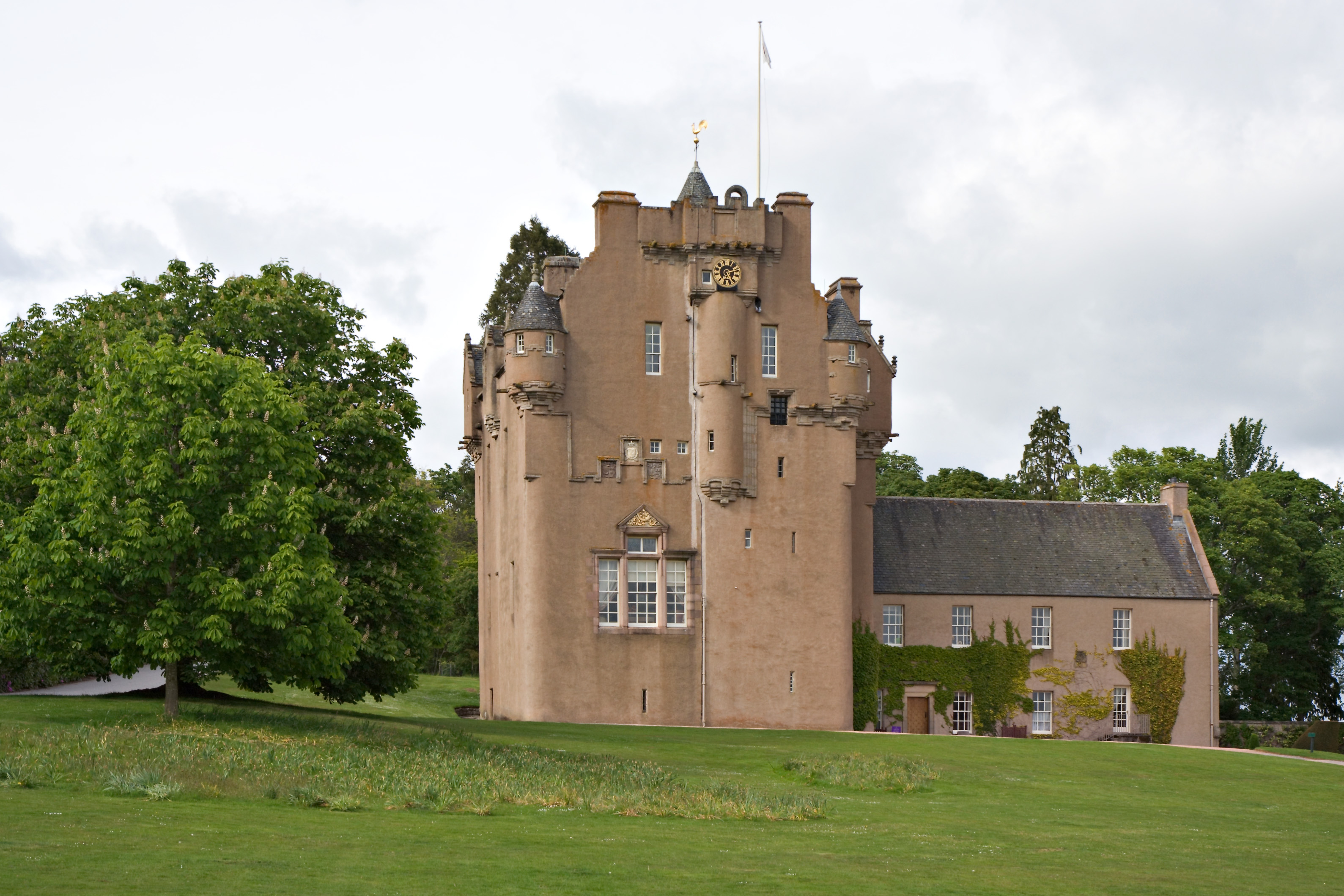

- Crathes Castle （页面存档备份，存于） - official site at National Trust for Scotland
- Crathes Community Website （页面存档备份，存于）
- Ghost stories of Crathes Castle （页面存档备份，存于）

57°03′41″N 2°26′24″W / 57.0615°N 2.4399°W